# Shin’ichi
Shin’ichi ist ein männlicher japanischer Vorname.
Verschiedene Arten von Kanji könnten dem Namen eine andere Bedeutung geben, wobei 一 ‚eins‘ häufig für ‚erster Sohn‘ steht. Das Namenswörterbuch ENAMDICT listet etwa 70 verschiedene Schreibweisen, darunter:
- 真一, „Wahrheit, eins“
- 信一, „Glaube/Redlichkeit, eins“
- 新一, „neu, eins“
- 晋一, „voranschreiten, eins“
- 愼一, „respektvoll, eins“

## Namensträger
- Shinichi Aoki (紳一, * 1965), japanischer Go-Spieler
- Shin’ichi Chiba (真一), auch bekannt als Sonny Chiba, japanischer Schauspieler
- Shin’ichi Fujimura (新一, * 1950), japanischer Amateur-Archäologe
- Shin’ichi Hisamatsu (久松 真一, 1889–1980), japanischer Zen Buddhist Lehrer und Gelehrter, Philosoph and Teezeremonien-Meister
- Shin’ichi Hoshi (新一, 1926–1997), japanischer Romancier und Science-Fiction-Schriftsteller
- Shin’ichi Ishiwata (信一), japanischer Wissenschaftler
- Shin’ichi Itō (伊藤 真一; * 1966), japanischer Motorradrennfahrer